# Xereix
Els xereixos o cerreigs formen el gènere Setaria, de plantes de la família de les poàcies, ordre de les poals, subclasse de les commelínides, classe de les liliòpsides, divisió dels magnoliofitins.

## Taxonomia
- Setaria auriculata E. Fourn.
- Setaria barbinodis Herrmann
- Setaria brasiliensis Hack.
- Setaria faberii Herrmann
- Setaria glauca (L.) Beauv. - Xereix d'aresta groga
- Setaria italica (L.) Beauv.
- Setaria lancifolia Herrm.
- Setaria latiglumis Vasey
- Setaria platycaulis Hack.
- Setaria polystachya Scheele
- Setaria reversipila Herrm.
- Setaria scandens Schrad.
- Setaria texana Emery
- Setaria verticillata (L.) Beauv. - Xereix aferradís o cua de rata
- Setaria villiglumis Hicken
- Setaria viridis (L.) Beauv. - Xereix miller

(vegeu-ne una relació més exhaustiva a Wikispecies)

## Sinònims
(Els gèneres marcats amb un asterisc (*) són sinònims probables)
Acrochaete Peter, 
*Camusiella Bosser, 
Chaetochloa Scribn., 
Cymbosetaria Schweick., 
Miliastrum Fabr., nom. inval., 
*Paspalidium Stapf, 
Tansaniochloa Rauschert.